# 日式旅館

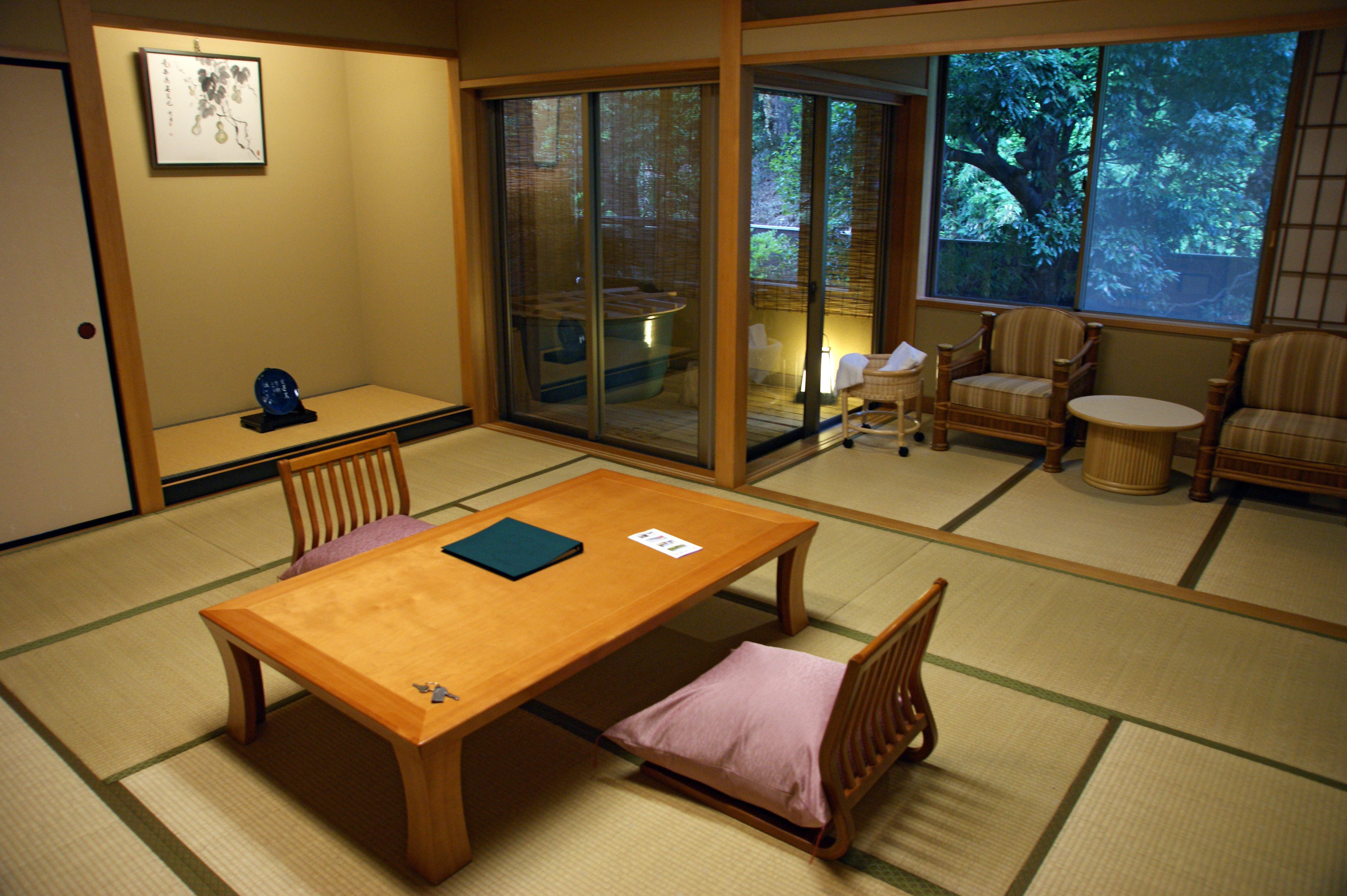
日式旅館的房間（東郷溫泉）

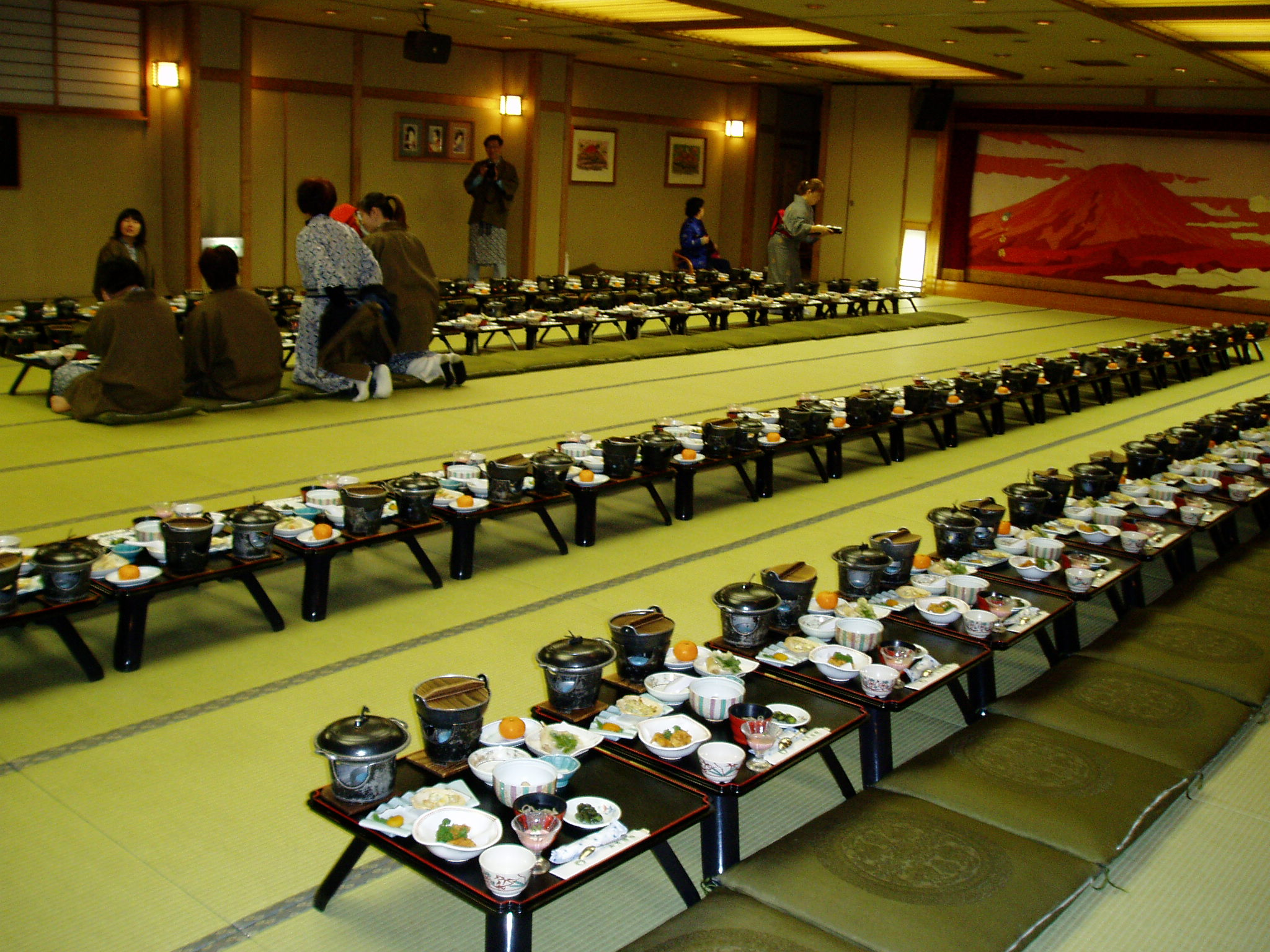
日式旅館宴會廳

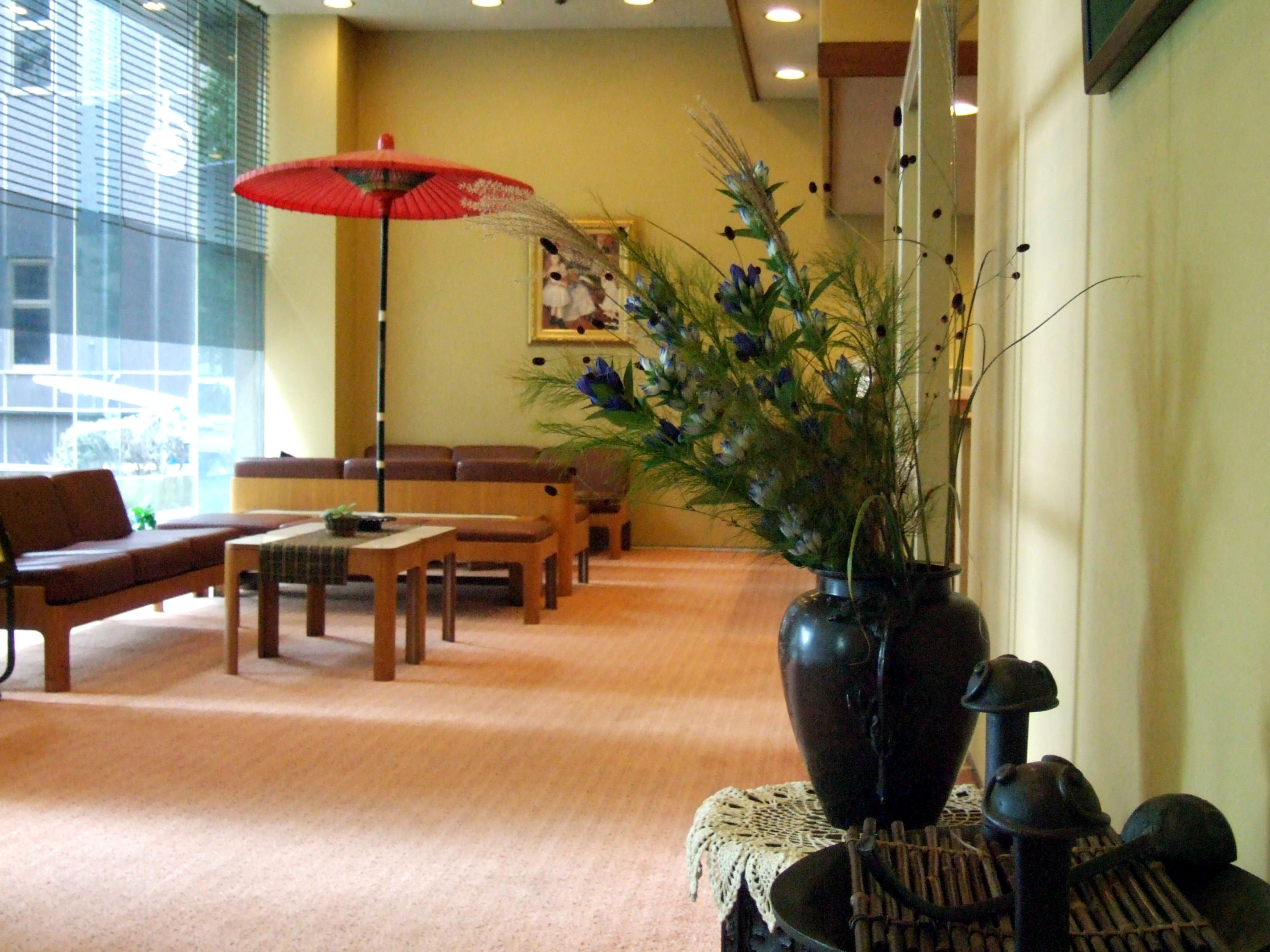
玄關（龍名館本店）

日式旅館（日语：／ Ryokan */?）是指日本傳統的商業住宿設施，部分附有溫泉設備供住客使用。日本常以「旅館」直指日式旅館。

## 歷史
現今形式的日式旅館早於江戶時代出現，為當時經道路前往日本各地的旅客提供住宿服務，主要分為有提供餐飲的旅籠，與不提供餐飲需自炊的木賃宿。日式旅館通常設置榻榻米房間、供住客共用的沐浴設備、及讓住客穿著浴衣與旅館東主閒聊的共用空間。
日式旅館在現今日本的大都市內已很難找到，因其價格較西式酒店更為昂貴。大部份日式旅館位於郊外的觀光風景區，其中許多坐落於山區，以幽靜的環境營造日式傳統氛圍。

## 特色
典型的日式旅館設有較大的入口大堂，供住客坐下聊天，較現代化的旅館可能在大堂設有電視。旅館房間採用傳統日式建築材料裝飾，地板為榻榻米，門則為日式的紙製搪門。就算因保安問題採用西式木門，在房內仍會採用紙門，亦會設有地方供住客脫鞋；部份房間則設有露台。
日式旅館的住宿方案以「一泊二食」為主，即住宿費用內含提供晚餐及隔日早餐，但也可選擇僅提供一餐（類似西式酒店的「住宿加早餐」方式）、或純住宿不含餐費的方案，選擇彈性較西式酒店為高。
日式旅館通常設有共用的沐浴地方，位於溫泉區的一般設有溫泉供旅客浸泡，較高級的旅館更可能在房內設獨立溫泉。旅館會為旅客提供浴衣穿著，位於風景區的旅館亦可能提供木屐予旅客在旅館外穿著。旅館提供的康樂設施則包括乒乓球等。
旅館房間一般設有布團，舖設在榻榻米上供旅客睡眠。在非睡眠時間，會把布團移開，擺放一張小型茶几供住客使用。不少旅館提供晚餐及早餐予旅客，可能需另外收費。食物為傳統日本料理菜式，如懷石料理等；部份旅館亦供應西式食物予未能適應日式食物的外國遊客。

## 民宿
民宿是日式旅館的較廉價版本，較近似於旅社。民宿可能設於一些完全沒有開設酒店的小鎮，亦可能設於城市內；部份民宿為家庭式經營，把家中部份房間供住客租用。設施包括房間、共用的淋浴及洗手間設備，食物較為簡單，亦較有家庭式風味。

## 外部連結
- 日本旅館協會 （页面存档备份，存于） （日語）